# Морасан, Франсиско
Хосе Франсиско Морасан Кесада (исп. José Francisco Morazán Quezada; 3 октября 1792, Тегусигальпа, — 15 сентября 1842, Сан-Хосе) — государственный и военный деятель Центральной Америки, президент Центральноамериканской федерации, в разные годы президент Гондураса, Сальвадора и Коста-Рики.

## Биография
Франсиско Морасан родился в зажиточной креольской семье выходцев с французских Антильских островов, дед его был корсиканцем. По образованию Морасан был юрист. В 1821 году он поступает служить в армию в чине лейтенанта, в ноябре этого года участвует в провозглашении в городе Комаягуа независимости Гондураса от Мексиканской империи. 11 декабря 1825 года в Комаягуа, бывшем тогда столицей страны, в числе других утверждает I конституцию Гондураса. В том же году женится, в браке имел дочь, вне брака — 4 сыновей.
В 1824 году Морасан назначается Генеральным секретарём правительства Гондураса, в 1826 году избирается председателем Палаты представителей страны. Был лидером Либеральной партии Гондураса.
В 1827 году, после консервативного государственного переворота, был уволен в отставку, а затем арестован. Будучи затем на свободе, бежит в Сальвадор, а оттуда в Никарагуа, где формирует армию из своих сторонников-либералов. Двинувшись с нею в Гондурас, он 11 ноября 1827 года близ Сабанагранде разгромил войска правившего в Гондурасе генерала-консерватора Хосе Хусто Мильи. 12 ноября войска Морасана вошли в Тегусигальпу, а 26 ноября — в столицу, Комаягуа. 27 ноября 1827 года Морасан был провозглашён президентом Гондураса.
В 1828—1829 годах Франсиско Морасан разбил армии своих противников — консерваторов в Сальвадоре и Гватемале, став командующим «союзной армией» Центральной Америки. 4 декабря 1829 года он, как председатель Либеральной партии, вновь избирается президентом Гондураса.
В июле 1830 года он избирается президентом Федеративной Республики Центральной Америки, 28 июля 1830 года передаёт президентство в Гондурасе Хосе Сантосу дель Валье, а сам перебирается в Гватемалу, чтобы возглавить всю Центральную Америку.
Однако прогрессивные реформы Морасана встречают сопротивление католической церкви и консервативных сил. В 1831—1832 годах участились восстания, поднимаемые консерваторами — особенно в Гватемале и в Сальвадоре, однако они были подавлены военной силой. В 1835 году Морасан был вновь избран президентом Центральноамериканской федерации и находился на этом посту до 1839 года.

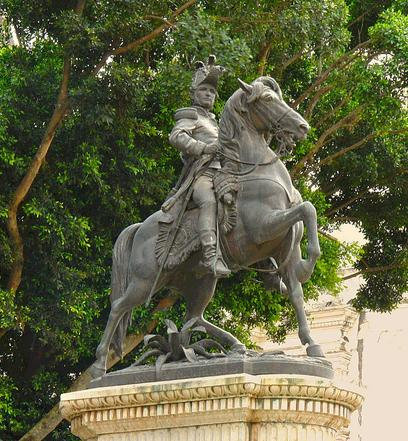
Памятник Морасану на центральной площади Тегусигальпы. Гондурас.

В 1837 году началось новое, сильное восстание в Гватемале, вызванное борьбой либерального правительства с привилегиями католической церкви (закрытие монастырей, роспуск духовных орденов и пр.), а также эпидемией холеры, и возглавленное бывшим свинопасом Рафаэлем Каррерой. Несмотря на то, что мятежники были в 1838 году разбиты Морасаном, из Федерации вышли Гондурас и Коста-Рика, где к власти пришли консерваторы. Затем их примеру последовали Никарагуа и большая часть Гватемалы (за исключением провинции Лос-Альтос).
В 1839 году Морасан избирается президентом Сальвадора, последнего оплота либерализма в Центральной Америке. 18 марта 1840 года его отряды, в результате молниеносного броска, занимают город Гватемалу — столицу Гватемалы и всей Центральноамериканской федерации, однако удержать её не смогли и 21 марта были выбиты оттуда превосходящими силами генерала-консерватора Карреры.
5 апреля 1840 года Морасан подаёт в отставку со всех постов и уходит в изгнание — сначала в Колумбию, а затем в Чили и Перу. В 1841 году он возвращается с группой сторонников морем из Гуаякиля (Эквадор) в Центральную Америку, высаживается в Коста-Рике и 10 июля 1842 года провозглашается её Учредительным собранием президентом Коста-Рики, однако уже 14 сентября Морасан был свергнут, осуждён 15 сентября и на следующий день расстрелян на центральной площади Сан-Хосе.